# Góry Schwanera
Góry Schwanera (indonez. Pegunungan Schwaner) – góry w prowincji Borneo Środkowe, w Indonezji w zachodniej części wyspy Borneo.
Długość pasma około 200 km; najwyższe szczyty: Raya (2278 m n.p.m.), Baka (1617 m n.p.m.) ; zbudowane ze łupków i granitów przykrytych skałami osadowymi; porośnięte wiecznie zielonymi lasami górskimi. Źródła wielu rzek, m.in. Pembuang, Sampit.
Na terenie gór Schwanera znajduje się park narodowy Taman Nasional Bukit Baka - Bukit Raya o powierzchni 181 090 ha chroniący wiele rzadkich i zagrożonych wyginięciem gatunków flory i fauny.